# Tom a Flavià

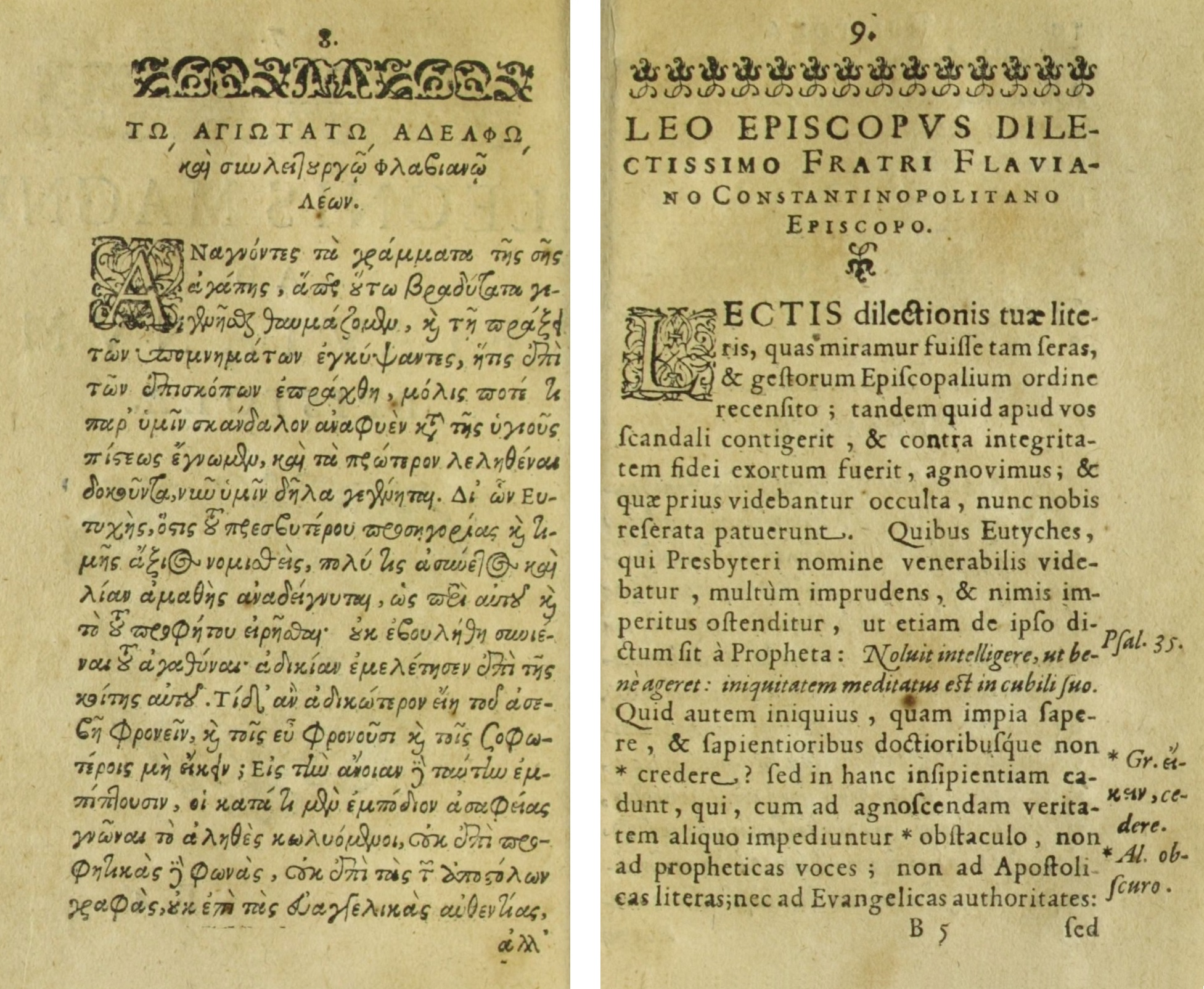
Tom a Flavià de Lleó Magne en grec i llatí (impressió de Nicolaus Glaser, 1614).

El Tom a Flaviano (en llatí: Tomus ad Flavianum), també conegut com a Tom de Lleó (Tomus Leonis), és un tractat de cristologia que el papa Lleó I va enviar al patriarca Flavià de Constantinoble l'any 449 per a respondre a l'apel·lació de Èutiques, qui havia estat condemnat per rebutjar la fórmula proposada inicialment per Procle de Constantinoble de les dues naturaleses de Crist.
Al tom es rebutja el monofisisme, desenvolupant la doctrina de les dues naturaleses en una persona, seguint la doctrina de la comunicació idiomàtica que es va formulant des del Concili d'Efes: en Crist es donen les propietats de l'humà i el diví, encara que l'humà i el diví siguin diferents. D'aquesta manera, s'afirma que en Crist s'uneixen la naturalesa humana i la divina sense confusió ni mescla.
Com l'emperador Teodosi II feia costat a Èutiques, va convocar a un Segon Concili d'Efes, on va ser elevada la seva visió, es va ignorar el Tom de Lleó amb menyspreu i es va proscriure tot esment a les dues naturaleses. El papa Lleó per la seva part va desaprovar aquest concili anomenant-lo «lladrocini» i després de la mort de Teodosi es va convocar el Concili de Calcedònia, que va adoptar el Tom com a ortodòxia, elaborant una minuciosa definició cristològica que va recollir la doctrina de les dues naturaleses de Crist.